# Carl Robie
Carl Joseph Robie (ur. 12 maja 1945 w Darby, zm. 30 listopada 2011 w Sarasocie), amerykański pływak. Dwukrotny medalista olimpijski.
Największe sukcesy odnosił w stylu motylkowym, choć startował także w innych stylach. W igrzyskach brał udział dwukrotnie, startował w Tokio i Meksyku. Podczas IO 64 niespodziewanie przegrał na swoim koronnym dystansie 200 m motylkiem z Australijczykiem Kevinem Berrym. Cztery lata później, na igrzyskach w Meksyku, dopiął swego i wygrał. Bił rekordy świata.
Ukończył studia na Uniwersytecie Michigan. W 1976 został przyjęty do International Swimming Hall of Fame.

## Starty olimpijskie
Tokio 1964
- 200 m motylkiem – srebro

Meksyk 1968
- 200 m motylkiem – złoto